# Wincenty Tymieniecki
Wincenty Tymieniecki (ur. 3 kwietnia 1871 w Piotrkowie Trybunalskim, zm. 10 sierpnia 1934 w Łodzi) – polski duchowny rzymskokatolicki, biskup diecezjalny łódzki w latach 1921–1934.

## Życiorys
Urodził się 3 kwietnia 1871 w Piotrkowie Trybunalskim. W 1891 wstąpił do seminarium duchownego w Warszawie, a 6 stycznia 1895 otrzymał święcenia kapłańskie. Najpierw posługiwał w Skierniewicach. Stąd, jako wikariusz, skierowany ok. połowy listopada 1895 r. do parafii Podwyższenia Świętego Krzyża w Łodzi.
W czasie I wojny światowej został wiceprezesem Komitetu Niesienia Pomocy Biednym w Łodzi, był pełnomocnikiem Obywatelskiego Komitetu Wykonawczego Obrony Państwa na miasto Łódź i wiceprzewodniczącym Obywatelskiego Komitetu Obrony Państwa na województwo łódzkie w 1920.
Od czasu powołania diecezji łódzkiej 10 grudnia 1920 pełnił funkcję wikariusza generalnego. Bullą papieską z 11 kwietnia 1921 został powołany na pierwszego biskupa diecezjalnego diecezji łódzkiej. Sakrę biskupią przyjął 29 czerwca 1921. Konsekrował go kardynał Aleksander Kakowski. Na zawołanie biskupie przyjął słowa „In sudore vultus” (W pocie czoła). Zorganizował kurię, seminarium duchowne, sąd kościelny oraz kapitułę katedralną. Rozwinął działalność charytatywną i oświatową wśród robotników.
Został pochowany w krypcie łódzkiej katedry.

## Odznaczenia, upamiętnienie
Dekretem z 2 maja 1923 został odznaczony Krzyżem Komandorskim Orderu Odrodzenia Polski „w uznaniu zasług, położonych dla Rzeczypospolitej Polskiej na polu pracy filantropijnej i społecznej”.
Otrzymał również Złotą Odznakę Honorową Ligi Obrony Powietrznej i Przeciwgazowej I stopnia.
Jego imieniem nazwano dawną ulicę Emilii w Łodzi.